# Echinorhynchus cinctulus
Echinorhynchus cinctulus is een soort haakworm uit het geslacht Echinorhynchus. De worm behoort tot de familie Echinorhynchidae. Echinorhynchus cinctulus werd in 1905 beschreven door Porta.